# Eudes de Metz
Eudes de Metz, també dit Otó, Odó i Odon de Metz, (742–814), va ser un arquitecte que va viure durant el regnat de Carlemany i és el primer arquitecte cristià conegut després de la caiguda de l'Imperi Romà, possiblement d'origen armeni.
Les seves obres, emmarcades dins l'arquitectura carolíngia, presenten plantes poligonals i elevacions amb reminiscències de l'arquitectura romana i de la romana d'Orient, especialment amb la basílica de San Vitale de Ravenna; no se sap, però, com va conèixer aquesta edificació, si en persona o mitjançant dibuixos.
Otó tenia un bon coneixement tècnic de De architectura de Vitruvius, ja que durant el renaixement carolingi se'n redactaren exemplars manuscrits. Queda acreditat com l'artífex del palau d'Aquisgrà i la capella palatina que l'emperador va fer-se construir en aquesta ciutat, i l'oratori de Germigny-des-Prés. Es documenta una làpida, avui perduda, amb el nom del comitent, Carlemany, i de l'egregius magister Odo Metensi, Odó de Metz.
- Interior de la capella Palatina d'Aquisgrà
- Oratori de Germigny-des-Prés